# 미스코리아 인천
미스코리아 인천(미스 인천)은 1982년부터 시작된 미스코리아의 인천광역시 지역 대회이다. 진, 선, 미 입상자에게는 본선에 진출할 수 있는 기회가 주어진다.

## 입상자
| 연도   |          | 진 (眞)        | 선 (善)        | 미 (美) |
| ------ | -------- | -------------- | -------------- | ------- |
| 1982년 | 한성경   | 김경홍         | 전영애         |         |
| 1983년 | 안혜진   | 이미경         | 전성미         |         |
| 1984년 | 김명진   |                | 김정수         |         |
| 1985년 | 박육임   | 최성일         |                |         |
| 1986년 | 유선희   | 손미화         |                |         |
| 1987년 | 전희경   | 이진숙         | 강명희         |         |
| 1988년 | 조연     | 최영숙         | 강인정         |         |
| 1989년 | 이재숙   | 임희수         | 차은영         |         |
| 1990년 | 권정주   | 배영욱         | 이지연         |         |
| 1991년 | 이선혜   | 이원희         | 김미연         |         |
| 1992년 | 정소영   | 박정숙         | 김정아         |         |
| 1993년 | 최문정   |                | 고윤경         |         |
| 1994년 | 김창희   | 차현자         | 김유정         |         |
| 1995년 | 송은정   | 강현주         | 김단비         |         |
| 1996년 | 전애리   | 김경미         |                |         |
| 1997년 | 조윤주   | 김현희         | 김경혜         |         |
| 1998년 | 안정림   | 최윤영         | 방실           |         |
| 1999년 | 이인혜   | 한주랑         | 조윤경         |         |
| 2000년 | 정주영   |                | 조아라         |         |
| 2001년 | 공여진   | 강현주         | 김민정         |         |
| 2002년 | 김지선   | 연보배         | 박소연         |         |
| 2003년 | 이소훈   | 이청           | 이미선         |         |
| 2004년 | 강영옥   | 한주안         | 조효진         |         |
| 2005년 | 심한월   | 이나래         | 임지혜         |         |
| 2006년 | 박샤론   | 조은아         | 이규희         |         |
| 2007년 | 이윤애   | 이슬기         | 강희진         |         |
| 2008년 | 김리나   | 하경진         | 김지선         |         |
| 2009년 | 이현주   | 박국선         | 제민           |         |
| 2010년 | 온인주   | 이나현         | 한채량         |         |
| 2011년 | 김혜선   | 황수현         | 이주혜         |         |
| 2012년 | 김영주   | 이애진         | 정예지         |         |
| 2013년 | 한지은   | 방경란         | 구예림         |         |
| 2014년 | 김지아   | 가영           | 최유경         |         |
| 2015년 | 박지원   | 권예진         | 신예진         |         |
| 2016년 | 문다현   | 김솔           | 민혜인         |         |
| 2017년 | 신혜빈   | 피현지         | 이은비         |         |
| 2018년 | 김계령   | 전주미         | 안현영         |         |
| 2019년 | 박한슬   | 박유림         | 서혜림         |         |
| 2020년 | 임민수   | 박소정, 김혜영 | 박혜민, 최지혜 |         |
| 2021년 | 최미나수 | 최예나, 장진원 | 이상은, 조예슬 |         |

- 2008년, 2021년에는 미스코리아 경기와 통합하여 선발하였다.

## 역대 참가자 사진

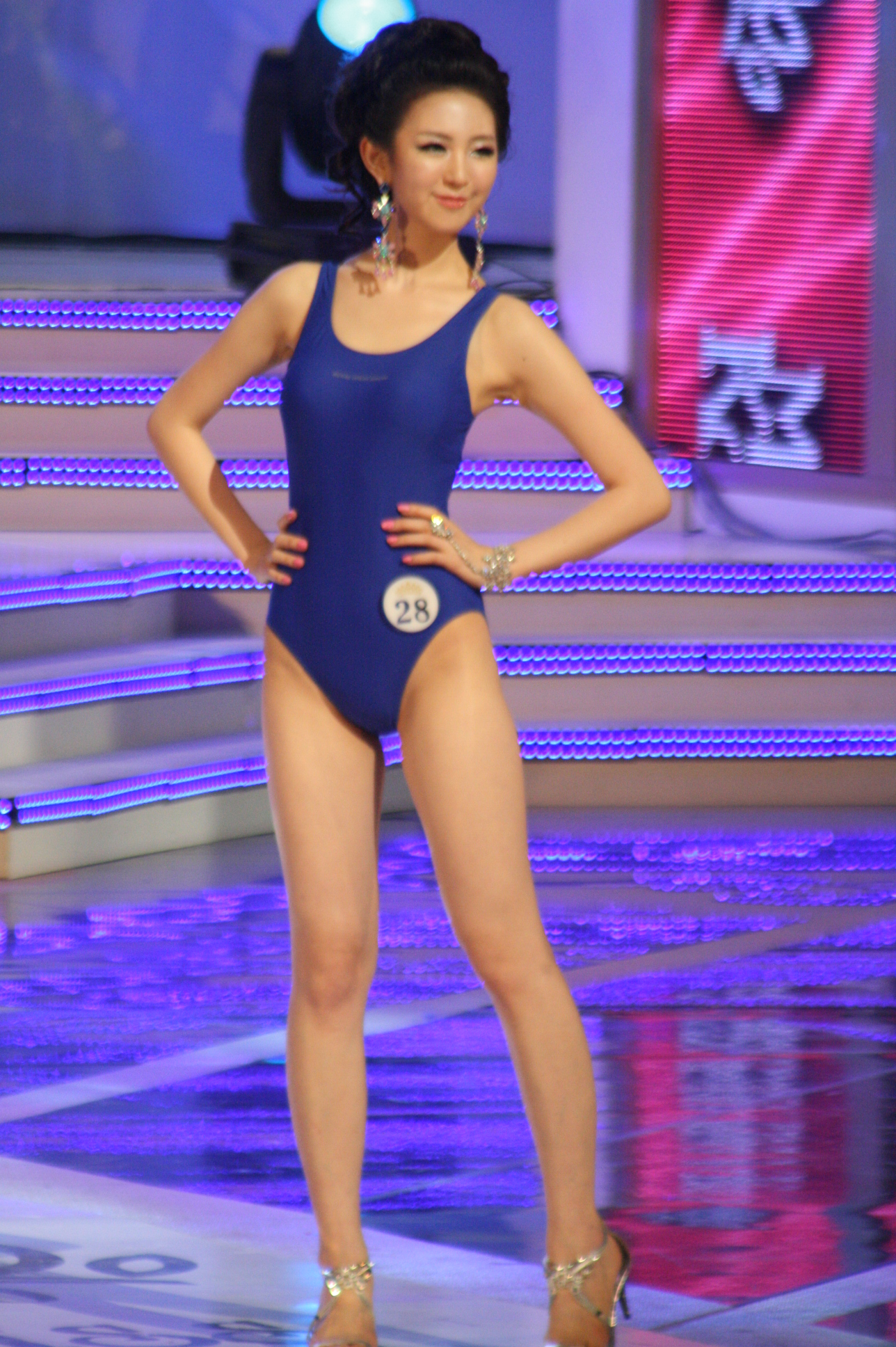
2010년 미스 인천 진 온인주, 2010년 미스코리아 후보
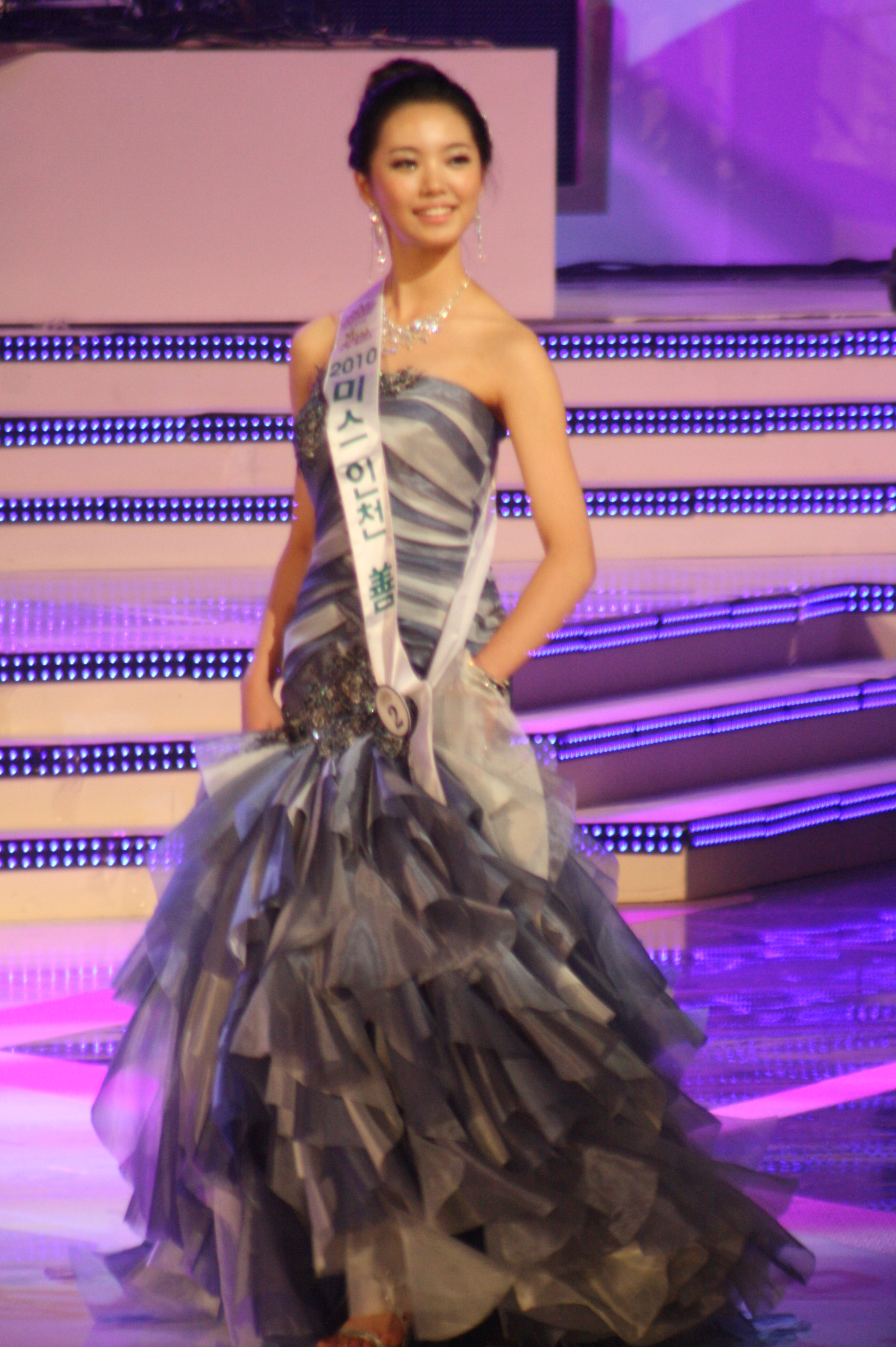
2010년 미스 인천 선 이나현, 2010년 미스코리아 후보
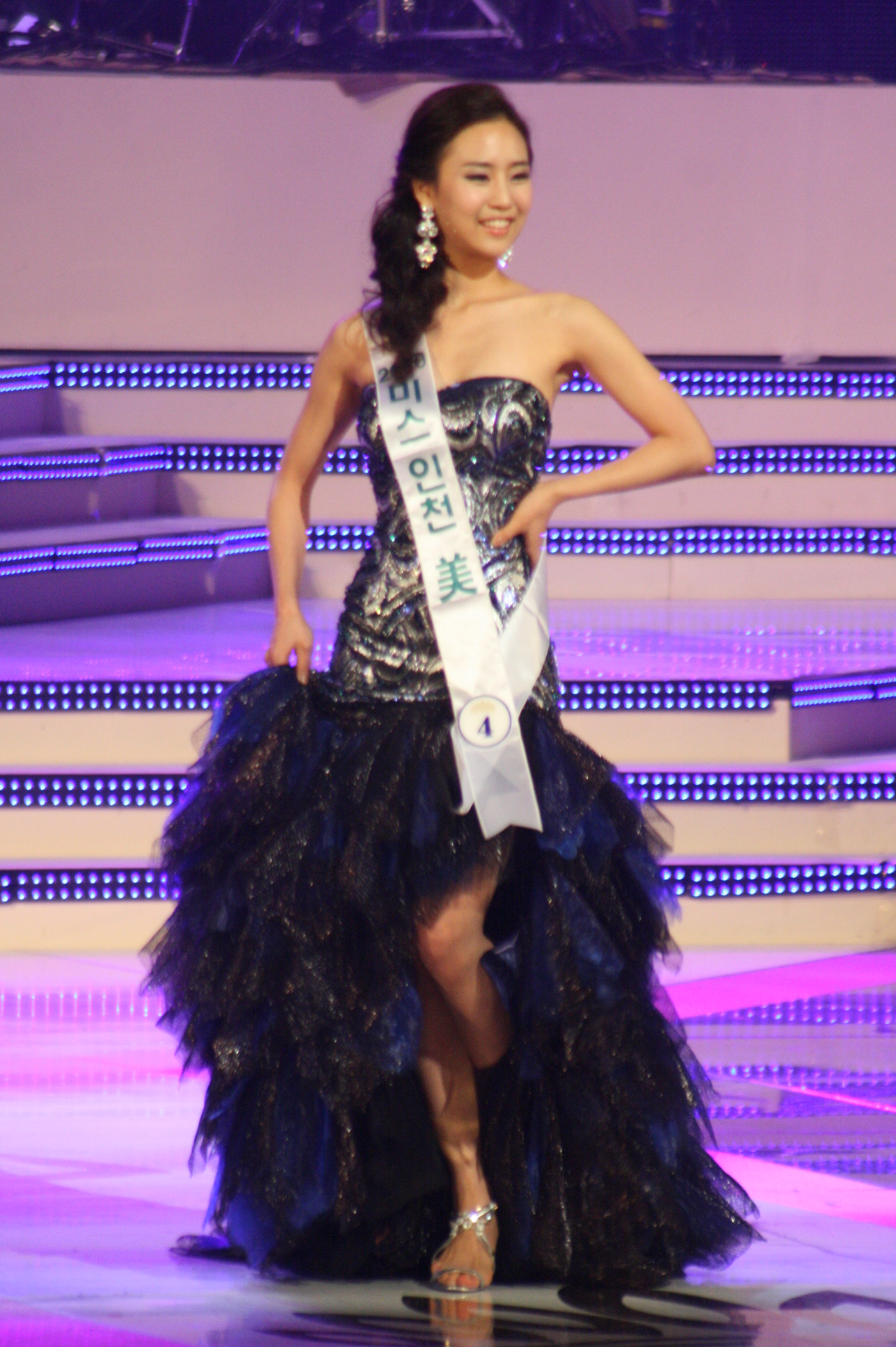
2010년 미스 인천 미 한채량, 2010년 미스코리아 후보
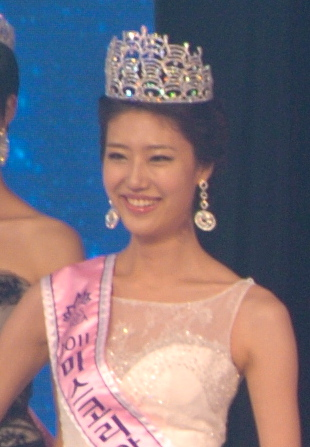
2011년 미스 인천 진 김혜선, 2011년 미스코리아 선
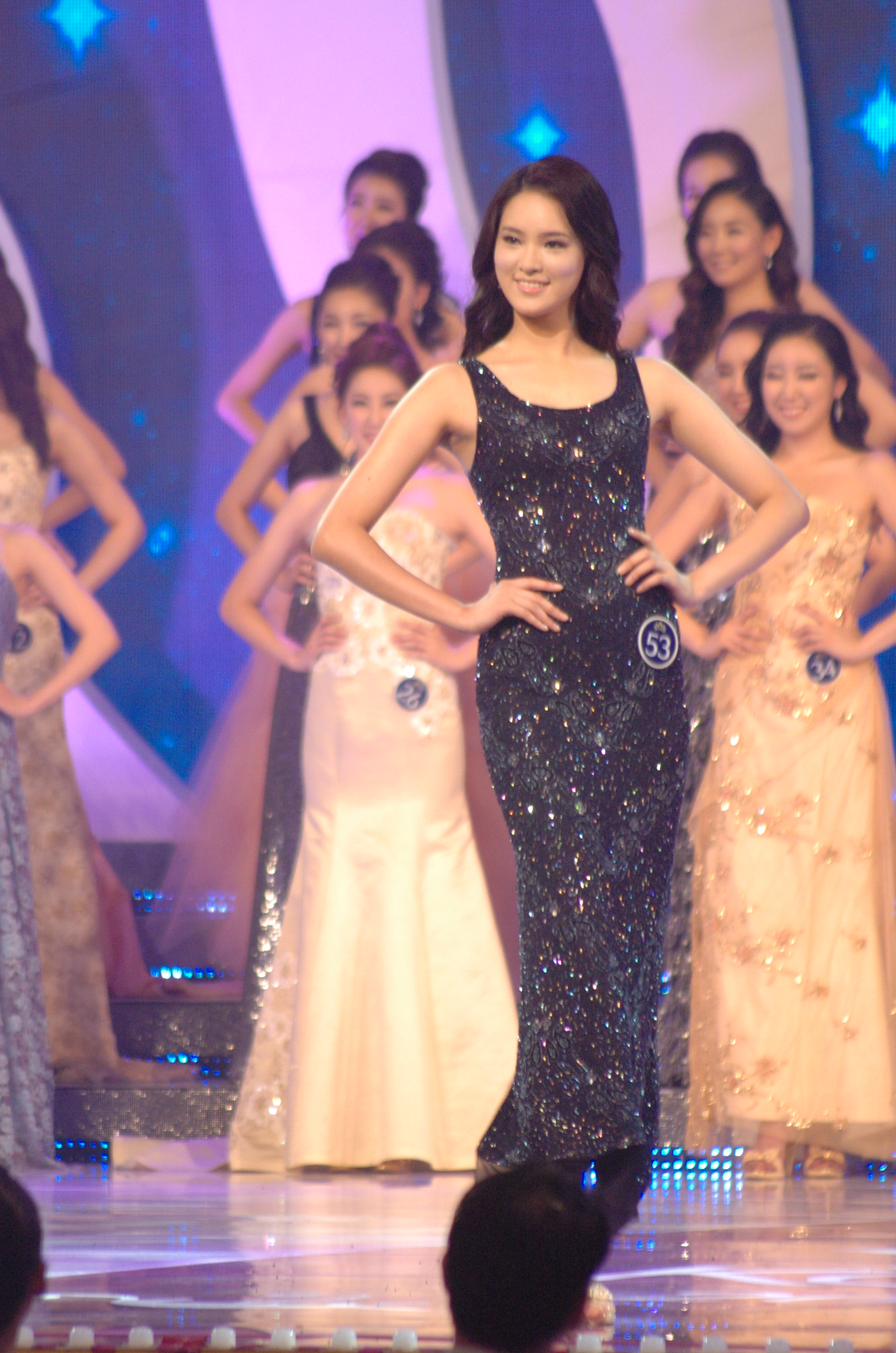
2012년 미스 인천 진 김영주, 2012년 미스코리아 미
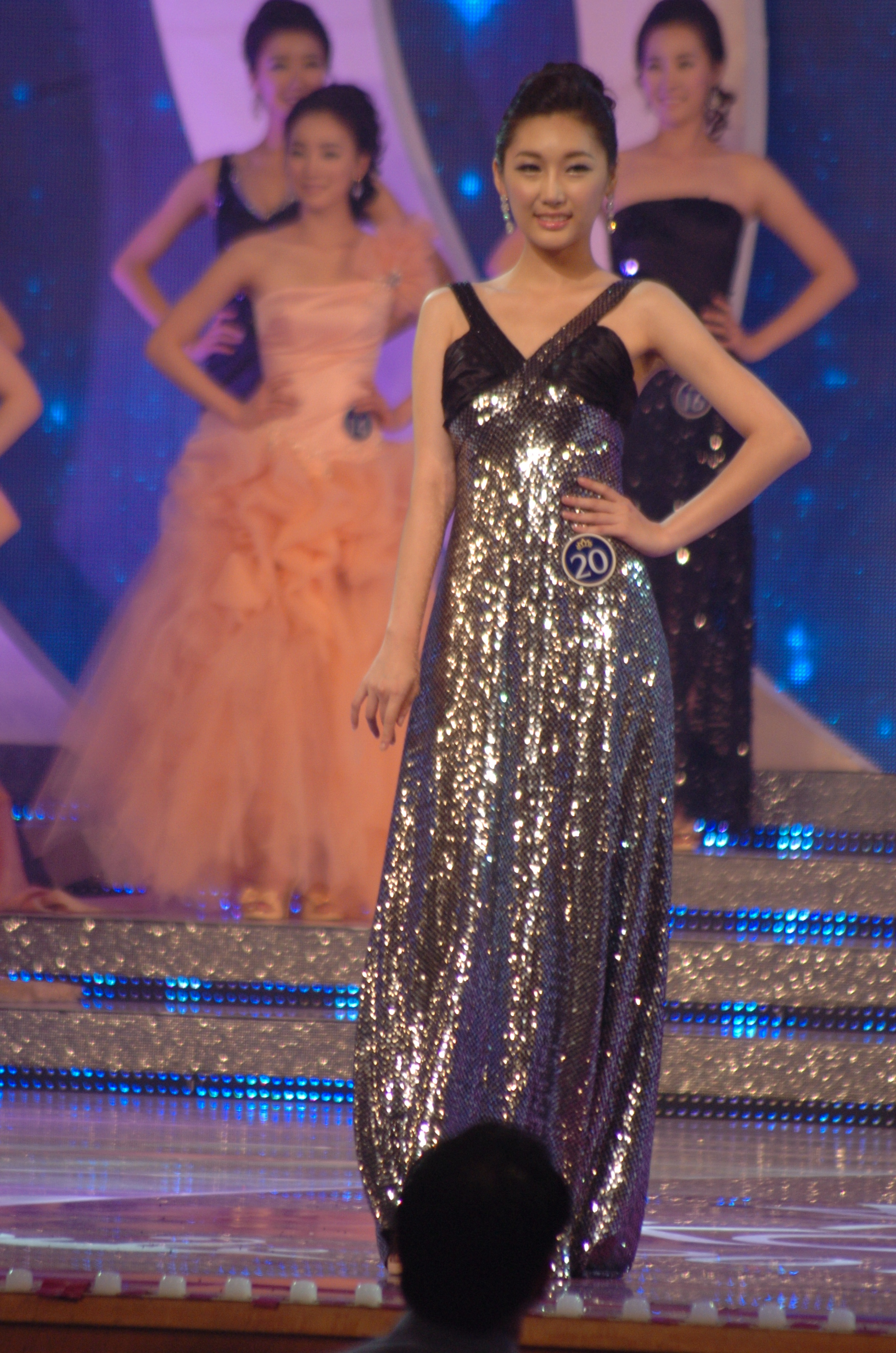
2012년 미스 인천 선 이애진, 2012년 미스코리아 후보
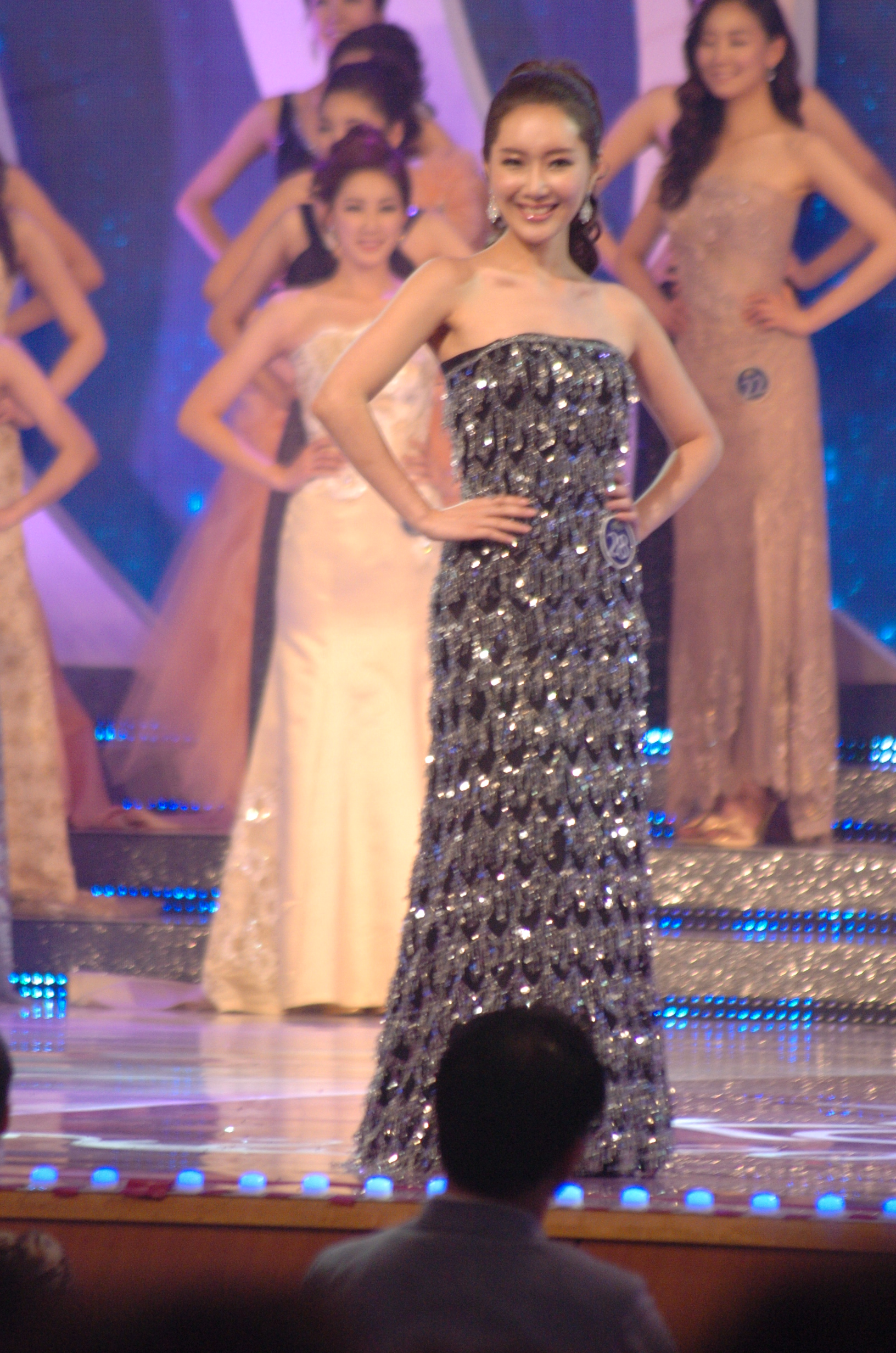
2012년 미스 인천 미 정예지, 2012년 미스코리아 후보
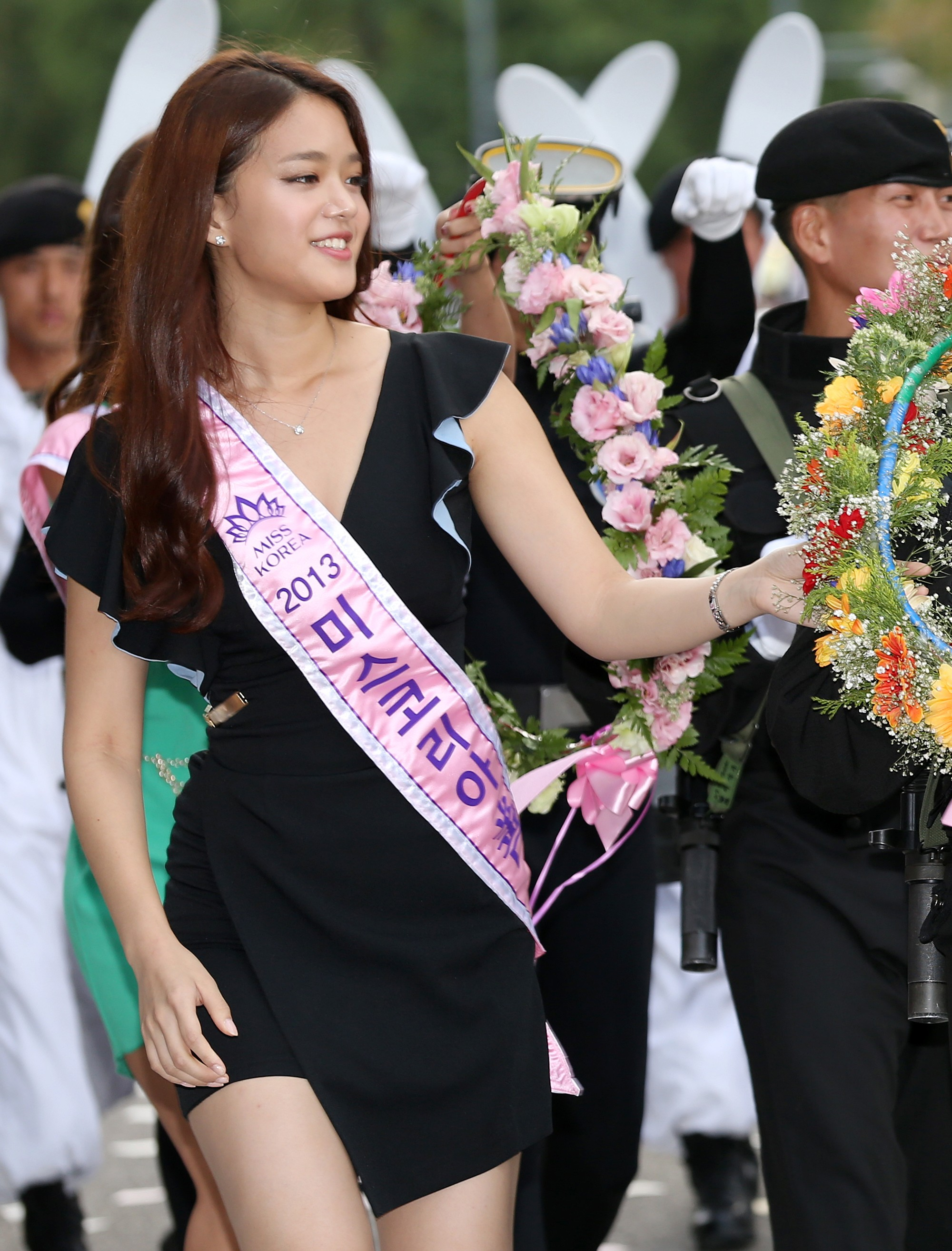
2013년 미스 인천 진 한지은, 2013년 미스코리아 선
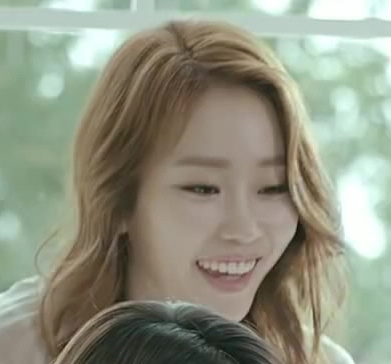
2013년 미스 인천 선 방경란, 2013년 미스코리아 후보